# Droit de reprise
Pour un article plus général, voir Clause de récupération.
 (novembre 2015).
Si vous disposez d'ouvrages ou d'articles de référence ou si vous connaissez des sites web de qualité traitant du thème abordé ici, merci de compléter l'article en donnant les références utiles à sa vérifiabilité et en les liant à la section « Notes et références ».
Le droit de reprise désigne actuellement la possibilité dont dispose l'administration fiscale de vérifier et corriger les erreurs commises par les contribuables, pendant une durée fixée par la loi. Sous l'Ancien Régime, il désignait le pouvoir du roi de récupérer un bien auprès d'un individu.

## Délai
Le droit de reprise peut être exercé pendant un délai de principe de six ans suivant le fait générateur de l'impôt selon l'article 186 du livre des procédures fiscales. Ce délai de principe peut être augmenté (pour les activités occultes, il est de dix ans) ou diminué (un an pour la taxe d'habitation ou encore trois ans pour la taxe sur la valeur ajoutée). Le délai de reprise peut aussi être interrompu, notamment en cas de proposition de vérification.

## Sous l'Ancien Régime
Sous l'Ancien Régime, le droit de reprise désignait le pouvoir dont disposait le roi de récupérer un bien auprès d'un particulier, car seul le roi et les seigneurs disposaient de la propriété. Il exerçait ce pouvoir par l'intermédiaire des lettres patentes qui sont, dans le domaine des actes législatifs, des textes par lesquels le roi rend public et opposable à tous un droit, un état, un statut ou un privilège. Dans ces cas, la reprise s’accompagnait de quelques dédommagements qui n’étaient ni systématiques ni complets et parfois même versés avec beaucoup de retard.